# NGC 6447
NGC 6447 é uma galáxia espiral barrada (SBbc) localizada na direcção da constelação de Hercules. Possui uma declinação de +35° 34' 20" e uma ascensão recta de 17 horas, 46 minutos e 17,1 segundos.
A galáxia NGC 6447 foi descoberta em 9 de Julho de 1864 por Albert Marth.